# ジョージ・ボンハーグ
ジョージ・ボンハーグ（George V. Bonhag, 1882年1月31日 - 1960年10月30日）は、アメリカ合衆国の陸上競技選手。1912年ストックホルムオリンピックの金メダリストである。

## 経歴
ボンハーグがオリンピックに初出場したのは、1904年セントルイスオリンピックの800m走であるが、この大会では良い結果を残すことができなかった。ボンハーグは2年後の1906年アテネオリンピックにも出場し、5マイル走では4位、1500mでは6位となったが、1500m競歩では1位となり金メダルを獲得。1906年の大会は、現在のオリンピック公式記録から抹消されているが、ボンハーグは「オリンピック競歩の最初の金メダリスト」ということもできる。
ボンハーグは、1908年ロンドンオリンピックにも出場する。3200m障害と3マイルチームレースに出場し、3200m障害は予選でリタイアしたものの、ジョン・アイセル、ハーバート・トゥルーブらとともに出場した3マイルチームレースでは、決勝で、出場した15人中6番目にゴールし、アメリカの銀メダル獲得に貢献した。
1912年、3大会連続出場となったストックホルムオリンピックでは、アメリカ選手団の旗手を務めた。5000mは惜しくも4位に終わりメダル獲得を逃す。しかし、テル・バーナ、ノーマン・テーバー、アベル・キヴィアット、ヘンリー・スコットとともに出場した3000mチームレースでは、決勝で、出場した15人中5番目にゴールしアメリカの金メダル獲得に貢献した。